# Kyle Fletcher
Kyle Fletcher (n. 24 decembrie 1998, Sydney, Noul Wales de Sud, Australia) este un wrestler profesionist australian. Este semnat cu All Elite Wrestling (AEW), unde este membru Don Callis Family⁠(d). De asemenea, luptă și în compania soră, Ring of Honor (ROH), unde a fost o dată ROH World Tag Team Champion și ROH World Television Champion. Fletcher a fost anterior semnat cu New Japan Pro-Wrestling (NJPW), unde a fost IWGP Tag Team Champion și Strong Openweight Tag Team Champion, de două ori. De asemenea, a apărut pentru promoția britanică Revolution Pro Wrestling (RevPro), unde a fost de două ori Undisputed British Tag Team Champion.
Fletcher și colegul său australian Mark Davis fac echipă, Aussie Open, care la rândul său face parte din United Empire. De asemenea, a apărut pentru numeroase promoții în Anglia, Țara Galilor, Irlanda și Germania, pe lângă faptul că a performat în circuitul independent australian precum Melbourne City Wrestling⁠(d).